# El Club del Clan
El Club del Clan fut un programme musical de télévision argentin des années 1960. Il était retransmis dans de nombreux pays d'Amérique latine. Il réunissait un groupe de chanteurs pop qui chantaient en espagnol, ce qui était inhabituel à l'époque. Ce programme connut un grand succès populaire et eut une influence notable sur les goûts musicaux d'une partie de la jeunesse de l'époque.

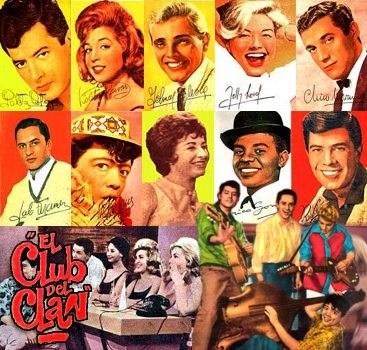

Quelques-uns de ces membres les plus connus sont : Palito Ortega, Violeta Rivas, Johny Tedesco, Raúl Lavié, Lalo Fransen ou Chico Novarro.

## La «Nueva ola»
El Club del Clan trouve son origine dans la Nueva ola. C'est-à-dire une série d'artistes pop sous contrat avec la maison de disque RCA, qui furent rattachés à cette expression dès 1959. Le but était de concurrencer localement le marché du Rock'n'roll, qui était alors monopolisé par les Nord-Américains.
L'idée originale vient de l'Équatorien Ricardo Mejía, directeur de RCA. Le label eut une stratégie initiale de diffusion avec un centre d'enregistrement et la réalisation de concerts publics dans ses locaux et ses émissions télé (Swing, juventud y fantasía sur Canal 7, et La cantina de la guardia nueva sur Canal 11).
Les premiers artistes sous contrats furent Jorge Garcias, Rocky Pontoni, Marty Cosens et Mariquita Gallegos. Dans les années qui suivirent, d'autres artistes furent engagés parmi lesquels certains eurent une grande importance dans la musique argentine. RCA réalisa des versions en castillan des grands succès internationaux. Ils étaient adaptés par Ben Molar, et parfois par son frère Rafael Molar.
Le premier grand hit de cette série, appelée Explosivos, fut la chanson Eso, eso, eso de Los TNT en 1960. Puis, la chanson La novia, chantée par Antonio Prieto, et Llorando me dormí, interprété par Bobby Capó y Violeta Rivas, sortirent. Il s'agit là de grands succès, qui furent vendus à plus de un million de copie à travers le continent. Pour le programme télé, RCA fit appel au producteur Hugo Moser dans le but de dessiner les personnalités que les chanteurs de la Nueva Ola devaient avoir devant le public.

## El Club del Clan
Afin de poursuivre le succès de la Nueva ola, la maison de disque RCA et sa chaîne Canal 13 signèrent un contrat en 1962. Ce contrat donna naissance à une émission hebdomadaire appelée El Club del Clan. Animée par María Inés Andrés, l'émission fut retransmise pour la première fois le 10 novembre 1962 à 20 h 30.
La structure du programme présentait un groupe de jeunes (le clan). Chaque artiste représentait un personnage à la personnalité relativement stéréotypée, et chacun possédait son genre musical : tango, twist, boléro... parmi ces artistes, il y avait :
- Jolly Land (Yolanda Delisio)
- Raúl Lavié (Raúl Alberto Peralta)
- Chico Novarro (Bernardo Mitnik)
- Palito Ortega (Ramón Bautista Ortega)
- Violeta Rivas (Ana María Adinolfi)
- Johny Tedesco (Alberto Felipe Soria)
- Nicky Jones (Norberto Fago)
- Rolo Moreno ( Miguel Esteban Sari)
- Lalo Fransen (Norberto Franzoni)
- Rocky Pontoni (Orlando Amador Ponton)
- Jorge garciás (Jorge Garciás Taylor)
- Raúl Cobián «Tanguito»
- Pino Valenti
- Perico Gómez (Alfredo Céspedes)
- Cachita Galán (Leticia de León)
- Consuelo Vargas (Amelia Berta Martín)
- Galo Cárdenas
- Paco Amor
- Nena y Terry Morán
- Carlos Alberto (Carlos Alberto Ferreira Lima)

Les numéros musicaux constituaient l'axe majeur de l'émission. En parallèle, il y avait des situations humouristiques créées par Quique Atuel.
Peu à peu, les reprises commencèrent à être remplacées par des chansons originales. Elles étaient composées par les membres les plus créatifs de l'émission comme Chico Novarro, Palito Ortega et Ricardo Mejía. L'orchestre et les arrangements étaient à la charge d'Oscar Toscano.
Le succès du programme fut historique. En 1963, il fut le second en termes d'audience, derrière Viendo a Biondi, avec un indice d'audience de 55,3 points. Ce succès est quelque chose de très surprenant pour l'époque (un seul téléviseur par foyer avec une structure familiale autour de l'autorité patriarcale), si l'on prend en compte qu'il s'agissait d'un programme destiné quasi exclusivement pour les jeunes. En une année, trois albums sortirent. Ils étaient composés de chansondsqui étaient chantées durant le programme. Les chanteurs se transformèrent en idole de la jeunesse et provoquaient des scènes d'hystérie collective. En parallèle, les clubs se disputaient leur présence pour des performances en live.
En 1964, la seconde saison de l'émission sortit. Les autres chaînes prirent des mesures pour récupérer de l'audience. Canal 9 proposa aux principaux artistes des contrats dix fois plus importants. C'est pourquoi, de nombreux artistes (Palito Ortega, Chico Novarro et Violeta Rivas entre autres) passèrent sur l'émission Sábados continuados, animée par Antonio Carrizo. Canal 7 pour sa part mit en place une émission similaire appelée Bienvenido Sábado.
De ce fait, El Club del Clan dut contacter d'autres artistes :
- Gino Renni
- Rolo Moreno (Miguel Esteban Sari)
- Pecas Mónaco(Carlos Alberto Spósito)
- Fernando de Soria
- Simonette
- Anita Martínez
- Taco Morales
- Alfalfa
- Cora y Candy Roca
- Grillo Mejía
- Kim Karam

L'émission de 1963 n'eut pas le même succès que l'édition précédente. Cela fut dû en grande partie au départ des principaux protagonistes. Des membres de base, il ne restait que Jolly Land, Cachita Galán, Raúl Cobián et Perico Gómez.
Le 12 mars 1964 sortit le film El Club del Clan avec comme directeur Enrique Carreras. Toutes les vedettes de la première saison étaient présentes. Cependant, le programme cessa d'émettre car le succès n'était pas au rendez-vous.
En parallèle, la Beatlemania arriva en Argentine. Cela modifia les goûts de la jeunesse et ouvrit un nouveau panorama musical. C'est ainsi qu'apparut le groupe Los Gatos avec leur succès La Balsa sorti en 1967.
Le format de l'émission fut copié par la télévision colombienne en 1966. Le programme portait le même titre que l'original : El Club del Clan.

## Les Artistes

### Raúl Lavié
Avant d'être contacté par l'émission El Club del Clan, Raúl Lavié (Raúl Alberto Peralta) était chanteur de tango. Son personnage dans le programme était le stéreotype du jeune porteño de classe moyenne, qui savait tout sur tout. Il chantait des chansons de Paul Anka en espagnol. Plus tard, il épousa Pinky, une célèbre animatrice de télévision.

### Jolly Land
La rosarina Jolly Land (Yolandia Delisio) donnait une image de blonde naïve et gentille, reconnaissable par son large sourire. C'était la coquette du clan. Elle chantait en anglais et elle représentait le Clan face au public. En parallèle de l'émission, elle était en couple avec l'Équatorien Ricardo Mejía, créateur et directeur du programme, avec qui elle se maria par la suite. Charly García l'immortalisa dans la chanson « Mientras miro las nuevas olas », de son groupe Serú Girán. Il chante : ¿ Te acuerdas de El Club del Clan y la sonrisa de Jolly Land ? (Tu te rappelles le Club del Clan et le sourire de Jolly Land ?)

### Chico Novarro
Chico Novarro (Bernardo Mitnik) arriva dans l'émission avec déjà une certaine renommée. En effet, il était chanteur de boléro et de chansons tropicales. Dans l'émission, il était le chanteur de cumbia du groupe. Avec le temps, il devint l'un des plus talentueux compositeurs argentins, avec des chansons telles que : Un sombrero de paja, Carta de un león a otro, Algo contigo ou Un sábado más.

### Palito Ortega
Palito Ortega (Ramón Bautista Ortega Saavedra) était présenté comme « le garçon triste des chansons heureuses ». Son personnage mélancolique s’inspirait peut-être de James Dean. Grâce à ses propres chansons qui étaient très accrocheuses, il devint le symbole et la figure incontestée du Club del Clan. Il fut l’un des rares membres du programme qui eut une carrière artistique par la suite. Vers les années 1990, il se tourna vers la politique.

### Johnny Tedesco
Johnny Tedesco (Alberto Felipe Soria) fut le premier à devenir une vedette. Son personnage était celui d’une star du rock, jeune et blond. Il faisait des reprises de son idole : Elvis Presley. Il portait un chignon banane et des pulls flashy qui devinrent tendances. Les jeunes filles l’adoraient et se précipitaient pour le toucher ou l’embrasser.

### Nicky Jones
Nicky Jones (Norberto Fago) avait été embouché avec son groupe The Rocklands. Il se caractérisait par son sens de l’humour, ses chemises fleuries et ses colliers de fleurs, à la mode hawaïenne. Il chantait des chansons humoristiques. Il joua dans le film Una ventana al éxito (1966) dirigé par Enrique de Rosas.

### Lalo Fransen
Lalo Fransen (Norberto Franzoni) avait intégré Los Paters, l’un des premiers groupes de Rock and roll en Argentine formé en 1958. Il portait alors le pseudonyme de Danny Santos. Dans El Club del Clan, son personnage était celui d’un jeune de la classe aisée, que les autres membres surnommaient play boy. Toutes ses chansons étaient en rapport avec l’amour. Son premier grand succès fut le single El pañuelo manchado de rouge composé par Pedro Luján. Il tourna dans le film Una ventana al éxito (1966) dirigé par Enrique de Rosas, dans Cosa de locos (1981) dirigé par Enrique Dawi, et dans Las locuras del extraterrestre, de Carlos Galettini.

### Horacio Molina
Horacio Molina chantait des boléros. Il est le père de l’artiste Juana Molina.

### Perico Gómez
Perico Gómez était le seul Afro-Américain de l’émission. Son créneau musical était la cumbia colombienne. Quelques années plus tard, il réapparut sous le nom de Pot Zenda. Il intégra la distribution de la version argentine de Hair. En parallèle, il grava une série de singles pour la maison de disques Mandioca.

### Galo Cárdenas
Galo Cárdenas était équatorien. Du fait de son registre de ténor, ils chantait des chansons lyriques. Il se maria avec Cachita Galán (Leticia Noemi de León).

### Cachita Galán
Cachita Galán était une jeune débordante de sympathie. Son créneau musical était les rythmes des Caraïbes. Son vrai nom était Leticia Noemí de León. Dès l’âge de huit ans, elle commence à chanter des chansons espagnoles. Elle joua dans des théâtres dédiés à ce genre (Avenida, Tronío, etc.) avec Pedrito Rico, Pablo del Río, Lolita Torres. Elle fit partie de Los Gavilanes de España où elle rencontra son futur mari, l’Équatorien Galo Cárdenas. Ensemble, ils firent un test pour le label RCA. À l’initiative de Ricardo Mejía, elle adopte le nom artistique de Cachita Galán sous lequel elle a connu la consécration. Ils furent ensuite contactés par La Cantina de la Guardia Nueva puis par El Club del Clan, où ses principaux succès furent Sóplame un beso y Cara sucia. Ils voyagèrent ensuite en Équateur, où ils surfent sur le succès du Club del Clan. Ils continuèrent en réalisant des concerts au Vénézuela, en  Colombie, au Pérou et au Mexique. Ils donnaient des concerts dans les hôtels de la chaîne Hilton et dans divers endroits nocturnes. Quand sa fille vint au monde, elle s’éloigna de l’activité artistique pendant quelques années. Par la suite, elle réintégra Los Gavilanes de España et rejoint aussi l’orchestre Casino Show, avec qui elle se rendit en Espagne afin d’interpréter des chansons espagnoles, tropicales et brésiliennes. Séparée de son époux, elle résida à Buenos Aires avec sa famille. Elle fut très attentive aux progrès artistiques de sa petite-fille, jusqu’à son décès le 2 décembre 2004. Elle est enterrée dans le Cimetière de la Chacarita.

### Raúl Cobián (Tanguito)
Tanguito était le tanguero du Clan. Il adoptait la posture d’un compadrito. Évidemment, sa musique était le tango. Cobián ne doit pas être confondu avec le chanteur de rock Tanguito, de son vrai nom José Alberto Iglesias Correa. Précisément parce que Cobian utilisait déjà le nom artistique Tanguito, Iglesias dû changer le sien pour adopter le pseudonyme de Ramsès VII.

### Violeta Rivas
Violeta Rivas (Ana María Adinolfi) fut une des figures symboliques de l’émission. Initialement, elle chantait en castillan les succès de Mina et Rita Pavone. Par la suite, elle se maria avec Néstor Fabián dans le cadre d’une cérémonie très médiatisée par les médias de l’époque.

### Los Red Cap's
Los Red Cap's furent un groupe pop créé dans le cadre de l’émission. Il était composé de Palito Ortega (batterie), Johnny Tedesco (guitare), Lalo Fransen (guitare) et Nicky Jones (basse). Ensemble, il gravèrent un LP.

### Pino Valenti
Pino Valenti était le tano (italien) du club. Il chantait les hits des artistes triomphants au Festival de Sanremo.

### Rocky Pontoni
Rocky Pontoni chantait en espagnol les chansons de Neil Sedaka. Par la suite, son nom fut utilisé par le chanteur colombien Billy Pontoni qui faisait partie de la distribution de la version colombienne du programme, non autorisé, et dirigé par Guillermo Hinestroza Isaza.

## La fabrication des idoles
‘’El Club del Clan’’ et les processus de commercialisation musicale qui accompagnèrent le programme mirent en évidence les mécanismes de création des idoles par l’industrie culturelle. Ce qui ouvrit un débat sur la valeur de ces stars. Trois ans après la fin du programme, la revue ‘’Panorama’’ publia un article intitulé Ídolos de barro, écrit par Luis Santagada, et qui analysait le phénomène. L’article comprenait la phrase suivante : 

« Le plus grand phénomène de vente populaire de situe et de succès populaire, ‘’La Nueva Ola’’, a été balayé par l’oubli. Rien ne reste de Nicky Jones, Tanguito, Jolly Land, Johnny Tedesco, Rocky Pontoni. Seul Palito Ortega a survécu, laborieusement. »

Ricardo Mejía déclarait dans cette note que l’idole était une création commerciale :

« Avec les mêmes possibilités de cette époque, je m’engage à créer un autre Palito Ortega, égal ou meilleur que l’actuel. »

Le sujet fut aussi traité avec un point de vue critique (et tragique) dans le film Pajarito Gómez, una vida feliz (1965) de Rodolfo Kuhn, avec Héctor Pellegrini (comme Pajarito Gómez), María Cristina Laurenz, Nelly Beltrán et Lautaro Murúa, dans lequel ce type de musique était présenté comme un produit artificiel qui n’exprimait la sensibilité d’aucun secteur social. Et qui finissait en détruisant ses propres étoiles, et en les jetant à la poubelle comme un produit usagé.